# Stefaniella cecconii
Stefaniella cecconii är en tvåvingeart som beskrevs av Jean-Jacques Kieffer 1909. Stefaniella cecconii ingår i släktet Stefaniella och familjen gallmyggor.
Artens utbredningsområde är Italien. Inga underarter finns listade i Catalogue of Life.